# Contracaecum benimasu
Contracaecum benimasu är en rundmaskart. Contracaecum benimasu ingår i släktet Contracaecum och familjen Anisakidae. Inga underarter finns listade i Catalogue of Life.